# Liacarus
Liacarus är ett släkte av kvalster. Liacarus ingår i familjen Liacaridae.

## Dottertaxa tillLiacarus, i alfabetisk ordning[1]
- Liacarus abdominalis
- Liacarus acuminatus
- Liacarus acutidens
- Liacarus acutus
- Liacarus aequidentatus
- Liacarus altaicus
- Liacarus alticola
- Liacarus andinus
- Liacarus angustatus
- Liacarus arcticus
- Liacarus arduus
- Liacarus atraktus
- Liacarus bacillatus
- Liacarus badghysi
- Liacarus bidentatus
- Liacarus borealis
- Liacarus breviclavatus
- Liacarus brevilamellatus
- Liacarus carbonarius
- Liacarus carolinensis
- Liacarus castaneus
- Liacarus celisi
- Liacarus chiebunensis
- Liacarus chroniosus
- Liacarus cidarus
- Liacarus clavatus
- Liacarus columbianus
- Liacarus conjunctus
- Liacarus contiguus
- Liacarus coracinus
- Liacarus coronatus
- Liacarus curtipilis
- Liacarus curvidentatus
- Liacarus detosus
- Liacarus dickersoni
- Liacarus emeiensis
- Liacarus espeletiae
- Liacarus externus
- Liacarus flammeus
- Liacarus floridensis
- Liacarus frontinalis
- Liacarus fusiformis
- Liacarus gammatus
- Liacarus globifer
- Liacarus granulatus
- Liacarus incisus
- Liacarus indentatus
- Liacarus inermis
- Liacarus janetscheki
- Liacarus jordanai
- Liacarus kanekoi
- Liacarus keretinus
- Liacarus kilchini
- Liacarus koeszegiensis
- Liacarus laterostris
- Liacarus latilamellatus
- Liacarus latiusculus
- Liacarus latus
- Liacarus lectronus
- Liacarus leleupi
- Liacarus lingulatus
- Liacarus longilamellatus
- Liacarus lucidus
- Liacarus luscus
- Liacarus madeirensis
- Liacarus marginatus
- Liacarus matshabelii
- Liacarus medialis
- Liacarus montanus
- Liacarus mucronatus
- Liacarus murotensis
- Liacarus neonominatus
- Liacarus nigerrimus
- Liacarus nigrescens
- Liacarus nitens
- Liacarus nitidus
- Liacarus ocellatus
- Liacarus olivaceus
- Liacarus oribatelloides
- Liacarus orthogonios
- Liacarus ovatus
- Liacarus paoliensis
- Liacarus parallelus
- Liacarus perezinigoi
- Liacarus polychothomus
- Liacarus pseudocontiguus
- Liacarus pulcher
- Liacarus punctulatus
- Liacarus regeli
- Liacarus reticulatus
- Liacarus robustus
- Liacarus rotundatus
- Liacarus schweizeri
- Liacarus sphaericus
- Liacarus spiniger
- Liacarus splendens
- Liacarus subterraneus
- Liacarus tanzicus
- Liacarus tenuilamellatus
- Liacarus tremellae
- Liacarus triapicini
- Liacarus trichionus
- Liacarus tsendsureni
- Liacarus tubifer
- Liacarus unjangensis
- Liacarus xylariae
- Liacarus yayeyamensis
- Liacarus yezoensis
- Liacarus zachvatkini